# Jean-Bernard Ndongo Essomba
Jean-Bernard Ndongo Essomba est un homme politique camerounais mort le 17 mars 2023 à Yaoundé.
Il est président du groupe parlementaire du Rassemblement démocratique du peuple camerounais (RDPC) à l'Assemblée nationale du Cameroun de 1992 à 1997 et de 2002 à sa mort.

## Biographie

### Carrière politique
Ndongo Essomba, un homme d'affaires, est le troisième vice-président de la Chambre de commerce , d'industrie et des mines (CCIM) à partir de 1984. Il reçoit une nomination au Comité central de l'Union nationale du Cameroun (UNC) par le président Paul Biya (agissant en sa qualité de président de l'UNC) en mai 1984. Lorsque l'UNC devient RDPC lors du congrès du parti de mars 1985 à Bamenda, Essomba fait partie des 65 membres à part entière du Comité central du RDPC; il devient le Deuxième Secrétaire Adjoint pour les Syndicats.
Des élections locales ont eu lieu en octobre 1987; elles se distinguent par le fait que plusieurs listes du RDPC reçoivent l'autorisation à se présenter dans les mêmes circonscriptions, offrant ainsi une mesure de concurrence politique dans le contexte du système de parti unique. Essomba est tête de liste dans la commune rurale de Sa'a, située dans la province du Centre.
Aux élections législatives de mars 1992, il est élu à l'Assemblée nationale comme candidat RDPC dans la circonscription de la Lekié de la Province du Centre ; à la suite de cette élection, il a été président du groupe parlementaire RDPC de 1992 à 1997. Il a cherché à être à nouveau nommé candidat RDPC dans la Lekié pour les élections législatives de 1997, mais il a été battu lors d'une primaire du parti RDPC par une liste dirigée par Antoine-Louis Ntsimi.
Avant les élections législatives de juin 2002, Ndongo Essomba a de nouveau participé à la primaire du parti RDPC dans la Lekié,. Lors de la primaire, tenue les 9 – 10 mai 2002, la liste dirigée par Essomba a battu de justesse la liste dirigée par Ntsimi,; il a reçu 2 587 votes contre 2 505 pour la liste de Ntsimi. Après avoir remporté un siège à l'Assemblée nationale, Ndongo Essomba a été élu président du groupe parlementaire du RDPC lorsque l'Assemblée nationale a commencé à se réunir pour son nouveau mandat en août 2002.

### Élection de 2007 et événements ultérieurs
Lors des élections législatives de juillet 2007, Ndongo Essomba a été réélu à l'Assemblée nationale en tant que candidat du RDPC dans la circonscription de Lekié Est. Il a été maintenu à son poste de président du groupe parlementaire RDPC lorsque l'Assemblée nationale a commencé à se réunir pour la nouvelle législature.
En avril 2008, lorsque l'Assemblée nationale a approuvé des changements à la constitution qui supprimaient les limites du nombre de mandats à la présidence, permettant ainsi au président Biya de se présenter pour une réélection en 2011, Ndongo Essomba a déclaré que les changements méritaient " le soutien enthousiaste de tous les Camerounais de bonne foi ". Il a fait valoir qu'ils " renforceraient la démocratie, maintiendraient la stabilité politique, l'unité nationale et l'intégrité territoriale " et qu'ils étaient " en phase avec les normes internationales acceptées telles qu'elles sont pratiquées dans les anciennes démocraties telles que la France et le Royaume-Uni ". Les changements constitutionnels ont été furieusement dénoncés par l'opposition.
Lors des élections législatives de septembre 2013, Ndongo Essomba a été réélu à l'Assemblée nationale.
Ndongo Essomba est membre du bureau politique du RDPC.

### Mort (2023)

#### Circonstances
Ndongo Essomba meurt le 17 mars 2023.